# 일본국 헌법 제56조
일본국 헌법 제56조(일본어: 日本国憲法第56条)은 일본국 헌법 제4장 "국회"의 조문 중 하나이다. 양원의 의결 정족수와 표결에 대해 규정하고 있다.

## 조문
일본국 헌법 제56조
① 양 의원(議院)은 각각 그 총 의원(議員)의 3분의 1 이상의 출석이 없다면 의사(議事)를 열어 의결할 수 없다.
② 양 의원(議院)의 의사(議事)는 이 헌법이 특별히 정하는 경우를 제외하고는 출석 의원의 과반수로 이를 의결하며, 가부 동수일 때에는 의장이 결정하는 바에 의한다.

## 해설
의사 정족수를 엄격하게 수치로 정해놓는다면 긴급한 상황에 국회를 개최하기 어려워지므로, '3분의 1 이상의 출석'으로 규정하였다. 일본 제국 헌법 하의 제국의회에서도 이와 동일한 규정(제국 헌법 제46조)이 존재했으며, 일본국 헌법 역시 이를 계승하고 있다.
여기서 '정족수'란 본회의 의결 정족수를 말하는 것으로, 상임위원회나 특별위원회 등 산하 위원회의 의결 정족수를 규정한 것은 아니다. 또 단순히 '의결 요건' 뿐만 아니라 '효율적인 회의 개최 요건'으로서의 정족수의 의미도 포함하고 있다.
'총 의원(議員)'의 의미에 대해서는 학설상 판단이 엇갈리고 있다. '법률이 규정한 의원 정수'를 의미한다는 "법정 의원수 설"과 현재 시점에서의 총 의원수를 의미한다는 "현재 의원수 설"이 있지만 관례적으로 국회는 "법정 의원수 설"을 따르고 있다.
"법정 의원수 설"이 통설로 인정받고 있는 이유는 본 조문에서 의사 정족수를 '3분의 1 이상'이라는 느슨한 표현으로 규정하고 있기 때문인데, 만약 "현재 의원수 설"을 따른다면 의원의 사직, 사망 등으로 총 의원수의 변화가 자주 일어나게 되고 이에 따라 정족수도 함께 변동하기 때문에, 정족수의 법적 안정성이 떨어지는 문제가 발생하기 때문이다.
제2항의 '이 헌법이 특별히 정하는 경우'에 해당하는 헌법 제55조의 국회의원 자격 쟁송 재판, 헌법 제57조 제1항의 '비밀회'에서의 의결, 헌법 제59조 제2항의 법률안의 중의원 재의결에 대해서는 출석의원의 3분의 2 이상의 찬성, 헌법 제96조 제1항의 헌법개정안 발의에 대해서는 총 의원의 3분의 2 이상 찬성을 필요로 한다.